# Masakichi Suzuki

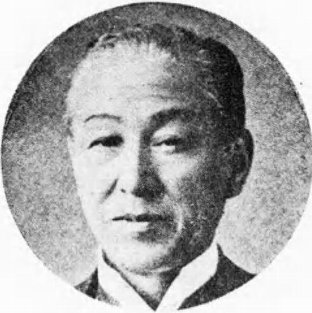
Masakichi Suzuki

Masakichi Suzuki (Jaans: 鈴木政吉 Suzuki Masakichi) (1859 – 1944) was de eigenaar van de eerste vioolbouwfabriek in Japan. Hij was de vader van Shinichi Suzuki.